# Chi Thia ma
Chi Thia ma, tên khoa học Sasa, là một chi thực vật có hoa trong họ Hòa thảo (Poaceae).

## Loài
Chi này gồm các loài:
- Sasa albosericea
- Sasa bitchuensis
- Sasa borealis
- Sasa cernua
- Sasa chartacea
- Sasa duplicata
- Sasa elegantissima
- Sasa fugeshiensis
- Sasa gracillima
- Sasa guangdongensis
- Sasa guangxiensis
- Sasa hayatae
- Sasa heterotricha
- Sasa hibaconuca
- Sasa hidaensis
- Sasa hisauchii
- Sasa hubeiensis
- Sasa kagamiana
- Sasa kogasensis
- Sasa kurilensis
- Sasa kurokawana
- Sasa longiligulata
- Sasa magnifica
- Sasa magnonoda
- Sasa masamuneana
- Sasa matsudae
- Sasa megalophylla
- Sasa miakeana
- Sasa minensis
- Sasa mollissima
- Sasa nipponica
- Sasa oblongula
- Sasa occidentalis
- Sasa oshidensis
- Sasa palmata
- Sasa pubens
- Sasa pubiculmis
- Sasa pulcherrima
- Sasa pygmaea
- Sasa qingyuanensis
- Sasa quelpaertensis
- Sasa ramosa
- Sasa rubrovaginata
- Sasa samaniana
- Sasa scytophylla
- Sasa senanensis
- Sasa septentrionalis
- Sasa shimidzuana
- Sasa sinica
- Sasa subglabra
- Sasa subvillosa
- Sasa suzukii
- Sasa takizawana
- Sasa tatewakiana
- Sasa tenuifolia
- Sasa tokugawana
- Sasa tomentosa
- Sasa tsuboiana
- Sasa tsukubensis
- Sasa veitchii
- Sasa yahikoensis